# Delicte și fărădelegi
Delicte și fărădelegi (în engleză Crimes and Misdemeanors) este o comedie neagră din 1989, scrisă, regizată și jucată de Woody Allen, alături de Martin Landau, Mia Farrow, Anjelica Huston, Jerry Orbach, Alan Alda, Sam Waterston și Joanna Gleason.
Filmul a avut parte de laude din partea criticilor și a fost nominalizat la trei premii Oscar: Woody Allen, pentru cel mai bun regizor, Martin Landau, pentru cel mai bun actor în rol secundar, și Allen din nou, pentru cel mai bun scenariu original.

## Rezumat
Filmul urmărește activitatea a două personaje principale din New York: Judah Rosenthal (Martin Landau), un medic oftalmolog de succes, și Clifford Stern (Woody Allen), un mic producător de film.
Povestea lui Judah se referă la relația lui adulteră cu însoțitoarea de zbor Dolores Paley (Anjelica Huston). După ce aceasta își dă seama că Judah nu dorește să divorțeze, Dolores, jignită, intenționează să o informeze pe soția lui de aventura lor. Scrisoare lui Dolores către Miriam (Claire Bloom) este interceptată și distrusă de către Judah, dar ea continuă să-l preseze, amenințându-l. Ea este, de asemenea, conștientă de unele mișcări financiare dubioase pe care le-a efectuat Judah, care se adaugă la stresul lui.
Judah îi mărturisește unui pacient, Ben (Sam Waterston), un rabin care își pierde rapid vederea. Ben îi recomandă să-i dezvăluie adevărul soției sale, dar Judah nu dorește să-și pună căsnicia în pericol.
El îi mărturisește adevărul fratelui său, Jack (Jerry Orbach), care angajeaza un asasin pentru a o ucide pe Dolores. Înainte de descoperirea cadavrului ei, Judah recuperează scrisori și alte obiecte din apartamentul ei (unde îi vede cadavrul ei însângerat), cu scopul de a-și acoperi urmele. Cuprins de vinovăție, Judah se întoarce la învățăturile religioase pe care le respinsese anterior, crezând pentru prima dată că un Dumnezeu corect îl privește și-l va judeca.
Între timp, Cliff a fost angajat de cumnatul său, Lester (Alan Alda), un producător de televiziune de succes, pentru a face un documentar în care să prezinte viața și munca lui Lester. Cliff ajunge să-l disprețuiască. În timp ce filma și își bătea joc de subiect, Cliff se îndrăgostește de producătorul asociat al lui Lester, Halley Reed (Mia Farrow).
Descurajat pe căsătoria lui nefericită cu sora lui Lester, Wendy (Joanna Gleason), el îi face curte lui Halley, arătându-i imagini din documentarul său cu privire la prof. Louis Levi, un filozof renumit. El îi spune lui Halley că filmează documentarul lui Lester doar pentru bani, astfel încât să-și poată finaliza proiectul său mai semnificativ cu Levi.
Lipsa de respect a lui Cliff și antipatia lui față de Lester devin evidente la o primă vizionare a filmului. Acesta juxtapune imaginile filmate cu Lester cu secvențe în care Benito Mussolini se adresează unei mulțimi de suporteri de la un balcon; el îl arată pe Lester strigând la angajații săi și flirtând cu o actriță tânără și atractivă.
Cliff află că prof. Levi, pe care el îl admira pentru puterea de celebrare a vieții sale, s-a sinucis, lăsând-o notă scurtă: "am ieșit prin fereastră". Atunci când Halley îl vizitează pentru a-l consola, el o sărută, dar ea îl refuză, spunându-i că nu este pregătită pentru o poveste de dragoste în viața ei.
În plus, Halley pleacă la Londra, unde Lester îi oferă un loc de muncă; atunci când ea se întoarce după mai multe luni, Cliff este uimit să afle că ea și Lester sunt logodiți. Auzind că Lester i-a trimis lui Halley un buchet de trandafiri albi în fiecare săptămână în care au fost la Londra, Cliff își dă seama că el este incapabil de acest tip de afișare ostentativă. Ultimul său gest romantic față de Halley a fost o scrisoare de dragoste pe care, el admite, că a plagiat-o aproape în întregime de la James Joyce.
În scena finală, Judah și Cliff se întâlnesc din întâmplare, la nunta fiicei rabinului Ben, care este cumnatul lui Cliff și pacientul lui Judah. Profund îngrijorat de crima pe care o plătise, Judah și-a depășit vina și se bucură de viață mai mult; crima i-a fost pusă în cârcă unui pierde-vară, cu cazier. El îl atrage pe Cliff într-o discuție ipotetică cu privire la dilema lui morală. Judah spune că, în timpul, orice criză va trece, dar Cliff susține morocănos că cineva este sortit întotdeauna să răspundă pentru "delictele și fărădelegile" altcuiva.

## Distribuție
- Martin Landau - Judah Rosenthal
- Woody Allen - Cliff Stern
- Mia Farrow - Halley Reed
- Anjelica Huston - Dolores Paley
- Alan Alda - Lester
- Jerry Orbach - Jack Rosenthal
- Joanna Gleason - Wendy Stern
- Claire Bloom - Miriam Rosenthal
- Sam Waterston - Ben
- Caroline Aaron - Barbara
- Stephanie Roth - Sharon Rosenthal
- Mercedes Ruehl - invitata la petrecere (necreditat)

## Influențe
Dilema morală a lui Judah - dacă o persoană poate să-și continue viata de zi cu zi, având cunoștință de comiterea unei crime - evocă  ideea pivot a romanului Crimă și pedeapsă de Fiodor Dostoievski (și oferă o rezolvare opusă celei din roman). Tema va fi reanalizată de către Allen în filmele sale Match Point și Cassandra's Dream.

## Producție
După ce a vizionat prima versiune a filmului, Woody Allen a decis să renunțe la primul act, chemând înapoi actorii la filmare și concentrându-se pe ceea ce s-a dovedit a fi povestea centrală.

## Muzică
Allen face uz de muzica clasică și de jazz în multe din scenele filmului. Coloana sonoră include Cvartetul de coarde nr. 15 (o înregistrare realizată de Cvartetul Juilliard) de Franz Schubert, care este utilizată în scenele care au dus la moartea lui Dolores, și atunci când Judah a descoperit cadavrul ei.

## Box office
Filmul a adus încasări pe piața nord-americană de 18.254.702 $. Vezi Box Office Mojo
http://boxofficemojo.com/movies/?id=crimesandmisdemeanors.htm